# Volby do zastupitelstva Kroměříže 1990
Volby do zastupitelstva Kroměříže 1990 proběhly 24. listopadu, když poslední svobodné a soutěživé komunální volby se předtím v Kroměříži odehrály 6.3.1932. Volilo se celkem 30 zastupitelů, kandidátní listiny podaly Občanské fórum, Moravskoslezský demokratický blok (koalice HSD-SMS, ČSSD, ČSS, Strany zelených, Zemědělské strany a Československého demokratického fóra), Komunistická strana Československa a Československá strana lidová.
Před volbami (na přelomu září/října a října/listopadu) provedlo Okresní oddělení ČSÚ v Kroměříži dva průzkumy, které favorizovaly Moravskoslezský demokratický blok a předvídaly volební účast okolo 80 %. Voleb se nakonec zúčastnilo 71,4 % oprávněných voličů a těsného vítězství dosáhlo Občanské fórum.
Starostou se stal člen ČSL/KDU-ČSL Petr Kvapilík. 

## Výsledky hlasování
| Strana                             | Počet hlasů (abs.) | %        | Zastupitelé |
| ---------------------------------- | ------------------ | -------- | ----------- |
| Občanské fórum                     | 127 453            | 33,40    | 10          |
| Moravskoslezský demokratický blok  | 122 928            | 32,21    | 10          |
| Komunistická strana Československa | 79 859             | 20,93    | 6           |
| Československá strana lidová       | 51 391             | 13,47    | 4           |
| celkem                             | 381 631            | 100,00 % | 30          |

## Zvolení zastupitelé
Do zastupitelstva byly zvoleny tyto osobnosti:
Občanské fórum:
- MUDr. Zdeněk Lžičař
- MUDr. Jiří Pavlík
- Jaromír Sum
- MUDr. Petr Vrbecký
- Jitka Dvořáková,
- Ing. Jiří Jachan
- MUDr. Helena Drobiszová
- MUDr. Ondřej Debef
- Ing. Petr Dvořáček
- Ing. Petr Krist

Moravskoslezský demokratický blok:
- MUDr. Zdeněk Pištělka (SZ)
- Ing. Stanislav Krupa (ČSS)
- Ing. Vladimír Židlík (SZ)
- PaedDr. Josef Vojáček (HSD-SMS)
- Miroslava Palichová (ČSS)
- Miroslav Skřebský (HSD-SMS)
- Ing. Václav Třeštík (ZS)
- František Odstrčilík (HSD-SMS)
- Václav Dvořák (HSD-SMS)
- Bohumil Štěrba (HSD-SMS)

Komunistická strana Československa:
- PhDr. Viktor Chrást
- MUDr. Helena Žáková
- Ing. Jaroslav Adamík
- Vlastimil Mencl
- Pavel Polišenský
- MVDr. Lubomír Ševčík

Československá strana lidová:
- Ing. Petr Kvapilík
- Ing. Jiří Čermák
- Ing. Milan Jachan
- Jana Chaloupková

Ing. Milana Jachana, jenž nastoupil do funkce vedoucího referátu životního prostředí okresního úřadu, v zastupitelstvu nahradil MUDr. Vladimír Mikula, Františka Odstrčilíka zase Marek Šindler (ČSSD).